# Třída C
Třída C byla lodní třída ponorek námořnictva Spojených států amerických. Celkem bylo postaveno pět jednotek této třídy. Ve službě byly v letech 1908–1919. Všechny ponorky této třídy byly v roce 1920 prodány k sešrotování. Na rozdíl od předchozích tříd A a B byly větší, takže nebyly vhodné jen k obraně přístavů, ale i pro pobřežní operace. Rakousko-uherské námořnictvo mělo v provozu dvě ponorky třídy U-5, které vycházely ze stejného návrhu.

## Stavba
Ponorky navrhla americká loděnice Electric Boat Company a postavila loděnice Fore River Shipbuilding Company v Quincy ve státu Massachusetts. Celkem bylo postaveno pět ponorek této třídy. Do služby byly přijaty v letech 1908–1910. Jejich původní jména Octopus, Stingray, Tarpon, Bonita a Snapper byla 17. listopadu 1911 změněna na C-1 až C-5.
Jednotky třídy C:
| Název                        | Loděnice                        | Zahájení stavby | Spuštěna na vodu | Uvedena do služby  | Poznámka                                                          |
| ---------------------------- | ------------------------------- | --------------- | ---------------- | ------------------ | ----------------------------------------------------------------- |
| USS C-1 (SS-9, ex Octopus)   | Fore River Shipbuilding Company | 3. srpna 1905   | 4. října 1906    | 30. června 1908    | Vyřazena 4. srpna 1919. Prodána k sešrotování 13. dubna 1920.     |
| USS C-2 (SS-13, ex Stingray) | Fore River Shipbuilding Company | 4. března 1908  | 8. dubna 1909    | 23. listopadu 1909 | Vyřazena 23. prosince 1919. Prodána k sešrotování 13. dubna 1920. |
| USS C-3 (SS-14, ex Tarpon)   | Fore River Shipbuilding Company | 17. března 1908 | 8. dubna 1909    | 17. listopadu 1909 | Vyřazena 23. prosince 1919. Prodána k sešrotování 12. dubna 1920. |
| USS C-4 (SS-14, ex Bonita)   | Fore River Shipbuilding Company | 17. března 1908 | 17. června 1909  | 23. listopadu 1909 | Vyřazena 15. srpna 1919. Prodána k sešrotování 13. dubna 1920.    |
| USS C-5 (SS-16, ex Snapper)  | Fore River Shipbuilding Company | 17. března 1908 | 16. června 1909  | 2. února 1910      | Vyřazena 23. prosince 1919. Prodána k sešrotování 13. dubna 1920. |

## Konstrukce

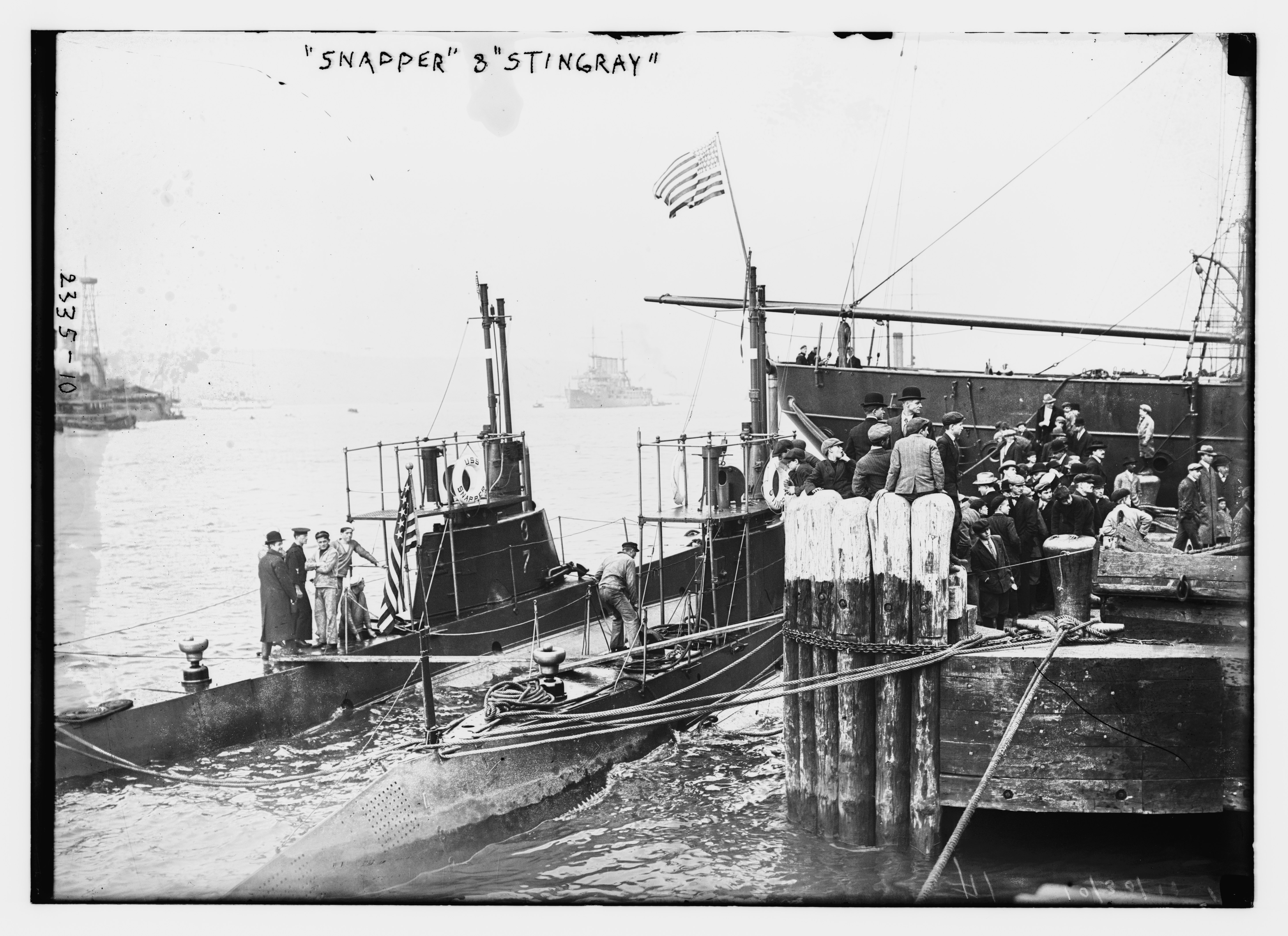
Snapper a Stingray

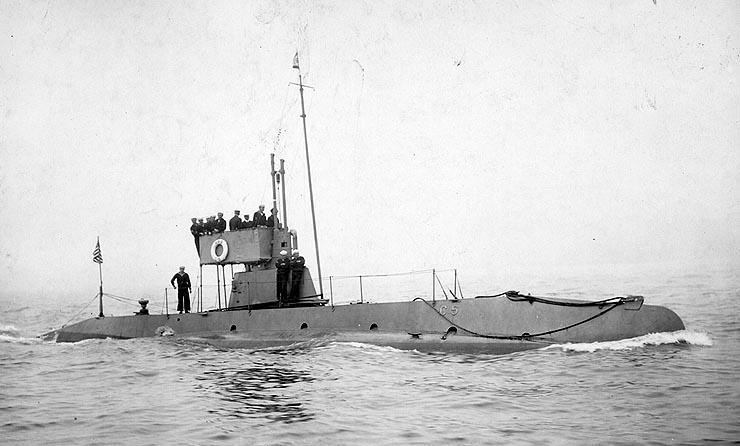
USS C-5

Ponorky byly vyzbrojeny dvěma 457mm torpédomety se zásobou čtyř torpéd. Jejich pohon zajišťovaly dva benzínové motory Craig o výkonu 500 hp a dva elektromotory o výkonu 300 hp, které roztáčely dva lodní šrouby. Nejvyšší rychlost dosahovala 10,5 uzlu na hladině a devět uzlů pod hladinou. Dosah byl 800 námořních mil při rychlosti osm uzlů na hladině a osmdesát námořních mil při rychlosti pět uzlů pod hladinou.

## Operační služba
Ponorky třídy C sloužily v Atlantické flotile. Na jaře roku 1913 vyplulo všech pět jednotek z Norfolku na cvičení do oblasti v zátoce Guantanámo. Dne 7. prosince se v doprovodu čtyř hladinových plavidel vydali na pět dnů dlouhou cestu do přístavu Cristóbal. Ve své době šlo o nejdelší plavbu amerických ponorek uskutečněnou pomocí jejich vlastního pohonu, při níž zdolaly vzdálenost 700 námořních mil.
Za první světové války se podílely na ochraně panamského průplavu.